# 黑刺滩湖
黑刺滩湖也作哈拉布尔根湖，是一个位于中国新疆维吾尔自治区阿勒泰地区阿勒泰市巴里巴盖乡以东10千米，克兰河以南约7千米。湖泊原为克兰河南岸低洼地自然形成的小池塘，水面很小。20世纪80年代以后，由于大量开发克兰河南岸土地，灌溉余水及地下水补给水量增加，形成湖面。90年代初，216国道曾穿湖而过，将湖一分为二。后因湖水逐年增多，迫使国道改道西岸绕行。现湖面海拔514米，面积约1.5平方千米，湖盆较浅。湖周芦苇、野苜蓿、灰灰菜丛生。
2019年阿勒泰地区行政公署公布的阿勒泰地区行政公署河流湖泊管理范围，哈拉布尔根湖（黑刺滩湖）管理范围13.92平方千米，管理范围线长20.59千米。